# 고창 봉덕리 고분군
고창 봉덕리 고분군(高敞 鳳德里 古墳群)은 대한민국 전북특별자치도 고창군 아산면 봉덕리에 있는 백제의 무덤이다. 2015년 9월 24일 대한민국의 사적 제531호로 지정되었다.

## 개요
고창 봉덕리 고분군은 1998년에 처음 발견되었다. 총 4기의 분구묘墳丘墓로 이루어져 있는데, 2009년까지 고창군 내의 분구묘에 대한 정밀조사가 실시됨에 따라 조사되었다. 발굴조사가 완료된 1호분과 정밀지표조사, 정밀실측이 이루어진 2호분이 사적으로 지정되었다. 서로 맞닿아 있는 1호분과 2호분은 보존상태가 양호하고 육안으로도 그 형태가 뚜렷이 확인된다. 특히, 동서 70m, 남북 52m, 최고 높이 9m에 달하는 1호분은 전북 지역 최대 규모의 분구묘라는 평가를 받으며, 지역 최고 위계의 지배집단들이 묻힌 무덤으로 추정된다. 백제뿐 아니라 중국, 일본에서 유래된 물품이 집중 부장되어 국제적인 교류의 흔적이 발견되기도 하였다. 이러한 가치를 인정받아 2015년 9월 24일 사적 제531호로 지정되었다.
일반적으로 분구묘는 평지 또는 구릉 위에 조성되나, 봉덕리 고분군은 자연구릉의 경사지를 깎아 땅을 고른 후 방대형(方臺形, 네모진 평면에 윗면이 평평한 형태)으로 기본 형태를 조성하고, 그 위에 석실(石室)을 만들고 흙으로 봉분을 쌓았다. 그리고 1호분과 2호분의 경계지점은 대규모 자연구릉을 굴착하여 조성하였다. 이러한 고분 축조방법은 영산강 유역을 비롯한 마한‧백제지역에서는 현재까지 확인된 적이 없는 매우 독특한 사례이다.
발굴조사 당시 1호분의 분구 내에서는 석실·옹관·석곽 등 다양한 매장시설이 확인되어 영산강 유역에서 확인되는 마한 분구묘의 전통성을 잘 유지하고 있는 고분으로 평가된다. 특히, 4호 석실에서는 화려함이 돋보이는 금동 신발과 함께 중국제청자반구호(中國製靑磁盤口壺), 소호장식유공광구호(小壺裝飾有孔廣口壺) 등 다량의 유물이 출토되어 봉덕리 고분군의 축조세력이 당시 고창지역의 최상위 계층임을 알 수 있다.
따라서, 묘제(墓制)의 양상과 출토 유물 등로 판단할 때 고창 봉덕리 고분군은 5세기를 전후한 시기의 백제 중앙과 지방과의 관계는 물론, 당시 중국·왜 등과의 대외 교류를 포함한 국제관계를 살펴볼 수 있어 역사적․학술적 가치가 높다고 할 수 있다.

## 지정 사유
고창 봉덕리 고분군은 총 4기의 고분군이 자리 잡고 있으며, 1호분과 2호분의 경계지점은 대규모 자연구릉을 굴착하여 조성하였는데 현재까지 이러한 고분축조 방법은 영산강 유역을 비롯한 마한 백제지역에서 확인된 바 없는 매우 독특한 분구 축조법이라 할 수 있다. 묘제의 양상과 출토 유물로 판단할 때, 고창 봉덕리 고분군은 5세기를 전후한 시기, 백제 중앙과 지방과의 관계는 물론 중국·왜 등과의 대외 교류를 포함한 국제관계를 살펴볼 수 있어 역사적·학술적 가치가 높다.

## 같이 보기
- 백제의 고분

## 주해
1. ↑  분구묘란 미리 흙이나 돌을 이용하여 봉분과 같은 분구를 조성하고 그 위에 매장시설을 만드는 무덤양식을 말한다.

## 참고 자료
- 고창 봉덕리 고분군 - 국가유산청 국가유산포털
- 이 문서에는 문화재청에서 공공누리 제1유형으로 배포된 자료를 바탕으로 한 내용이 포함되어 있습니다.